# Sencha Agta
Sench Agde (en francès Saint-Chaptes) és un municipi francès del departament del Gard, a la regió d'Occitània.